# Izmir
İzmir (tidligere Smyrna; græsk: Σμύρνη, tr. Smýrnē) er en havneby i det vestlige Tyrkiet ved det Ægæiske hav i Middelhavet med 4.493.242(2024) indbyggere. De vigtigste arbejdspladser er havnen, som er en af landets vigtigste samt industrier og olieraffinaderi. I byen findes også en kommandocentral for NATO.
Byen blev grundlagt af æoliske grækere i antikken som Μύῥρα (Mýrrha). Byen tilhørte i middelalderen det Byzantinske rige, inden den blev Johanniterordenens base. Johanniterridderne blev fordrevet år 1402 af Timur Lenk, og år 1425 tog osmannerne kontrol over byen. Byen havde en stor græsk befolkning, og ifølge Sèvres-traktaten 1920, som fulgte efter første verdenskrig, skulle byen med omegn tilfalde Grækenland. Efter en ny krig mellem Grækenland og Tyrkiet tog tyrkerne byen, hvilket bekræftedes ved freden i Lausanne 1923 hvorefter samtlige græske indbyggere blev fordrevet.
Kendte personer, der er født i İzmir, er bl.a. Aristoteles Onassis og Sir Alec Issigonis. Danskeren Christen Kold boede i İzmir i 5 år.

## Historiske registreringer
- 17. august 1999 - i et jordskælv af en styrke på 7,4 omkommer mere end 17.000 mennesker og 44.000 såres i egnen omkring Izmir i Tyrkiet